# Nikator żółtorzytny
Nikator żółtorzytny (Nicator gularis) – gatunek średniej wielkości ptaka z rodziny nikatorów (Nicatoridae). Występuje we wschodniej i południowo-wschodniej Afryce. Niezagrożony wyginięciem.

## Taksonomia
Po raz pierwszy opis tego gatunku okazał się w roku 1870; jego autorami są Otto Finsch i Gustav Hartlaub. Nowy gatunek pojawił się w Die Vogel Ost-Afrikas jako Nicator gularis; nazwa akceptowana obecnie (2021) przez IOC. Holotyp pochodził z Chupanga (Mozambik). Trzy inne egzemplarze trafiły do Muzeum Brytyjskiego (obecne Muzeum Historii Naturalnej w Londynie); pozyskane zostały przez Johna Kirka, szkockiego lekarza, naturalisty i odkrywcy. 
Nikator żółtorzytny jest gatunkiem monotypowym. Osobniki z doliny Zambezi (od Zambii po centralny Mozambik) zostały opisane jako N. gularis phyllophilus (Clancey, 1980), ze względu na jaśniejsze, brązowe czoło, bardziej szarożółty tył głowy i szyję oraz jaśniejszy wierzch ciała; poza tym różnice nikłe. Klasyfikacja nie przyjęła się. Niektórzy autorzy uznają nikatora żółtorzytnego i żółtobrzuchego (N. chloris) za konspecyficzne. Zuluska nazwa tego ptaka brzmi loosa i oznacza „tego, który pilnuje zwierząt” (nikator wyjada pasożyty żyjące na dużych ssakach; patrz Ekologia).

## Morfologia
Wymiary według Antona Reichenowa: całkowita długość ciała 200–230 mm, w tym ogon 100–110 mm i dziób 19–22 mm; skrzydło mierzy 90–110 mm długości, skok 26–31 mm. Masa ciała samców 40–63 g, samic 29–41 g. Nieznaczny dymorfizm płciowy. U samca czoło i przednia część wierzchu głowy szarobrązowe. Po bokach głowa jasnobrązowa, przed okiem biała i żółta plamka. Gardło płowobrązowe, na brodzie kolor wpada w biel. Poza tym jak nikator żółtobrzuchy. Wierzch ciała ciemny o barwie oliwkowej, jaśniejszy na kuprze. Pióra na krawędziach skrzydła, górnych pokrywach nadogonowych zwieńczone żółtą plamką, podobnie jak chorągiewki zewnętrzne sterówek. Spód ciała białawy. Tęczówka brązowa (według Shelleya orzechowa), dziób o barwie rogowej, nogi i stopy łupkowoszare. Samicę odróżniają brak żółtej plamy przed okiem (na kantarku) i nieznacznie mniejsze rozmiary.

## Zasięg występowania
Nikator żółtorzytny występuje we wschodniej Afryce. Jego zasięg rozpościera się od południowej Somalii na południe poprzez południowo-wschodnią Kenię, północno-wschodnią i wschodnią Tanzanię, południową Zambię, częściowo południowe, wschodnie i południowo-wschodnie Zimbabwe, większość Malawi i południowego Mozambiku po północno-wschodnie RPA. Izolowane populacje występują w skrajnie południowo-wschodniej Demokratycznej Republice Konga, a także przyległych obszarach północno-zachodniej Zambii.

## Ekologia
Występuje w nizinnych lasach, zbiorowiskach leśnych na obrzeżach rzek oraz środowisku zwanym thornveld (jest to obszar trawiasty charakteryzujący się obecnością akcji i innych kolczastych roślin). Przeważnie N. gularis przebywa w gęstych zaroślach drzew, w tym przedstawicieli Brachystegia.
Żeruje pojedynczo lub parami, niekiedy w stadach mieszanych. W skład pożywienia wchodzą prostoskrzydłe (Orthiptera), modliszki (Mantodea), chrząszcze (Coleoptera), scynkowate (Scincidae), gąsienice. Do tego zbiera kleszcze z powierzchni skóry dużych ssaków, np. fakoszerów (Phacochoerus aethiopicus), niali grzywiastej (Tragelaphus angasii), impali (Aepyceros melampus), zebry stepowej (Equus burchelli) i dujkerów czerwonych (Cephalophus natalensis).

### Lęgi
W Kenii i Tanzanii lęgi stwierdzano w czerwcu, listopadzie i grudniu. Gniazdo to niestaranna platforma z patyków (z kolei Shelley pisze o gnieździe w kształcie kubeczka), fragmentów pnączy, drobniejszych gałązek, liści bambusa, traw, korzonków. Jedno zbadane gniazdo zawierało trzy jaja o wymiarach około 22 na 18 mm.

## Status
IUCN uznaje nikatora żółtorzytnego za gatunek najmniejszej troski (LC, Least Concern) nieprzerwanie od 1988 roku. Ogólna populacja nieznana, liczebność osobników z południowego Mozambiku szacuje się na ponad 10 tys. sztuk (2004). Trend liczebności populacji uznawany jest za stabilny. Nikator żółtorzytny występuje w trzech obszarach uznanych za ostoje ptaków IBA, jest to m.in. Park Narodowy Sumbu.